# Changement de nom de communes en France dans les années 1910
Pour des articles plus généraux, voir Changement de nom de communes en France et Changement de nom de communes en France au XXe siècle.
Cet article présente une liste des changements de nom de communes en France dans les années 1910.

## 1910

### Janvier
| Code INSEE    | Ancienne dénomination | Département                                    | Nouvelle dénomination    | Date                      |
| ------------- | --------------------- | ---------------------------------------------- | ------------------------ | ------------------------- |
| 24006         | Allas-de-Berbiguières | Dordogne                                       | Allas-les-Mines          | Décret du 3 janvier 1910, |
| 91657         | Vigneux               | Seine-et-Oise (actuellement Essonne)           | Vigneux-sur-Seine        | Décret du 3 janvier 1910, |
| 13016         | La Bourine            | Bouches-du-Rhône                               | La Bouilladisse          | Décret du 20 janvier 1910 |
| 44060 (49160) | La Rue-du-Fresne      | Loire-Inférieure (actuellement Maine-et-Loire) | Le Fresne-sur-Loire      | Décret du 20 janvier 1910 |
| 38311         | Pommier               | Isère                                          | Pommier-de-Beaurepaire   | Décret du 20 janvier 1910 |
| 49285         | Saint-Germain         | Maine-et-Loire                                 | Saint-Germain-sur-Moine  | Décret du 20 janvier 1910 |
| 25161         | Les Maisonnettes      | Doubs                                          | Consolation-Maisonnettes | Décret du 29 janvier 1910 |
| 76401         | Guerbaville           | Seine-Inférieure                               | La Mailleraye-sur-Seine  | Décret du 29 janvier 1910 |

### Mars
| Code INSEE | Ancienne dénomination | Département         | Nouvelle dénomination | Date                  |
| ---------- | --------------------- | ------------------- | --------------------- | --------------------- |
| 17048      | Blanzac               | Charente-Inférieure | Blanzac-lès-Matha     | Décret du 9 mars 1910 |

### Mai
| Code INSEE | Ancienne dénomination    | Département | Nouvelle dénomination | Date                  |
| ---------- | ------------------------ | ----------- | --------------------- | --------------------- |
| 40087      | Créon                    | Landes      | Créon-d'Armagnac      | Décret du 4 mai 1910  |
| 81048      | Saint-Sernin-lès-Mailhoc | Tarn        | Cagnac                | Décret du 10 mai 1910 |

### Novembre
| Code INSEE | Ancienne dénomination | Département    | Nouvelle dénomination | Date                       |
| ---------- | --------------------- | -------------- | --------------------- | -------------------------- |
| 77338      | Noisy-le-Sec          | Seine-et-Marne | Noisy-Rudignon        | Décret du 8 novembre 1910  |
| 63118      | Condat                | Puy-de-Dôme    | Condat-en-Combraille  | Décret du 14 novembre 1910 |
| 27485      | Quillebeuf            | Eure           | Quillebeuf-sur-Seine  | Décret du 14 novembre 1910 |
| 41065      | Coulommiers           | Loir-et-Cher   | Coulommiers-la-Tour   | Décret du 17 novembre 1910 |
| 40104      | Gamarde               | Landes         | Gamarde-les-Bains     | Décret du 17 novembre 1910 |

### Décembre
| Code INSEE | Ancienne dénomination | Département         | Nouvelle dénomination | Date                       |
| ---------- | --------------------- | ------------------- | --------------------- | -------------------------- |
| 02471      | Martigny              | Aisne               | Martigny-Courpierre   | Décret du 10 décembre 1910 |
| 17376      | Saint-Ouen            | Charente-Inférieure | Saint-Ouen-d'Aunis    | Décret du 16 décembre 1910 |

## 1911

### Février
| Code INSEE | Ancienne dénomination   | Département | Nouvelle dénomination | Date                      |
| ---------- | ----------------------- | ----------- | --------------------- | ------------------------- |
| 30214      | Ribaute                 | Gard        | Ribaute-les-Tavernes  | Décret du 10 février 1911 |
| 21139      | Saint-Léger-de-Fourches | Côte-d'Or   | Champeau              | Décret du 13 février 1911 |

### Mars
| Code INSEE | Ancienne dénomination | Département    | Nouvelle dénomination | Date                    |
| ---------- | --------------------- | -------------- | --------------------- | ----------------------- |
| 77055      | Brou                  | Seine-et-Marne | Brou-sur-Chantereine  | Décret du 1er mars 1911 |
| 60398      | Le Mesnil-Saint-Denis | Oise           | Le Mesnil-en-Thelle   | Décret du 1er mars 1911 |

### Juillet
| Code INSEE | Ancienne dénomination | Département      | Nouvelle dénomination | Date                      |
| ---------- | --------------------- | ---------------- | --------------------- | ------------------------- |
| 62677      | Le Quesnoy            | Pas-de-Calais    | Le Quesnoy-en-Artois  | Décret du 23 juillet 1911 |
| 45331      | Vannes                | Loiret           | Vannes-sur-Cosson     | Décret du 23 juillet 1911 |
| 62278      | Drouvin               | Pas-de-Calais    | Drouvin-les-Marais    | Décret du 27 juillet 1911 |
| 44125      | Piriac                | Loire-Inférieure | Piriac-sur-Mer        | Décret du 27 juillet 1911 |
| 33544      | Le Verdon             | Gironde          | Le Verdon-sur-Mer     | Décret du 27 juillet 1911 |

### Novembre
| Code INSEE | Ancienne dénomination | Département    | Nouvelle dénomination | Date                       |
| ---------- | --------------------- | -------------- | --------------------- | -------------------------- |
| 77016      | Bagneaux              | Seine-et-Marne | Bagneaux-sur-Loing    | Décret du 11 novembre 1911 |
| 14660      | Saint-Vaast           | Calvados       | Saint-Vaast-en-Auge   | Décret du 11 novembre 1911 |
| 77479      | Vaires                | Seine-et-Marne | Vaires-sur-Marne      | Décret du 11 novembre 1911 |
| 77482      | Varennes              | Seine-et-Marne | Varennes-sur-Seine    | Décret du 11 novembre 1911 |
| 79048      | Breloux               | Deux-Sèvres    | Breloux-la-Crèche     | Décret du 27 novembre 1911 |
| 24251      | Manzac                | Dordogne       | Manzac-sur-Vern       | Décret du 27 novembre 1911 |

### Décembre
| Code INSEE | Ancienne dénomination   | Département | Nouvelle dénomination | Date                       |
| ---------- | ----------------------- | ----------- | --------------------- | -------------------------- |
| 39253      | Gigny                   | Jura        | Gigny-sur-Suran       | Décret du 4 décembre 1911  |
| 14556      | Saint-André-de-Fontenay | Calvados    | Saint-André-sur-Orne  | Décret du 4 décembre 1911  |
| 26364      | Vassieux                | Drôme       | Vassieux-en-Vercors   | Décret du 4 décembre 1911  |
| 23120      | Malleret                | Creuse      | Malleret-Boussac      | Décret du 22 décembre 1911 |

## 1912

### Janvier
| Code INSEE | Ancienne dénomination | Département      | Nouvelle dénomination | Date                      |
| ---------- | --------------------- | ---------------- | --------------------- | ------------------------- |
| 33179      | Galgon-et-Queyrac     | Gironde          | Galgon                | Décret du 30 janvier 1912 |
| 77388      | Reuil                 | Seine-et-Marne   | Reuil-en-Brie         | Décret du 30 janvier 1912 |
| 76595      | Saint-Jouin           | Seine-Inférieure | Saint-Jouin-sur-Mer   | Décret du 30 janvier 1912 |

### Février
| Code INSEE | Ancienne dénomination | Département   | Nouvelle dénomination | Date                       |
| ---------- | --------------------- | ------------- | --------------------- | -------------------------- |
| 80457      | Saint-Romain          | Somme         | Lahaye-Saint-Romain   | Décret du 15 février 1912, |
| 31356      | Montaigut             | Haute-Garonne | Montaigut-sur-Save    | Décret du 16 février 1912  |

### Mars
| Code INSEE | Ancienne dénomination | Département | Nouvelle dénomination     | Date                   |
| ---------- | --------------------- | ----------- | ------------------------- | ---------------------- |
| 16307      | Saint-Ciers           | Charente    | Saint-Ciers-sur-Bonnieure | Décret du 16 mars 1912 |
| 18244      | Dame-Marie            | Cher        | Saugy                     | Décret du 22 mars 1912 |

### Juillet
| Code INSEE | Ancienne dénomination     | Département                                    | Nouvelle dénomination   | Date                      |
| ---------- | ------------------------- | ---------------------------------------------- | ----------------------- | ------------------------- |
| 24198      | Boulouneix                | Dordogne                                       | La Gonterie-Boulouneix  | Décret du 6 juillet 1912  |
| 93046      | Livry                     | Seine-et-Oise (actuellement Seine-Saint-Denis) | Livry-Gargan            | Décret du 6 juillet 1912  |
| 24411      | Saint-Front-de-Champniers | Dordogne                                       | Saint-Front-sur-Nizonne | Décret du 6 juillet 1912  |
| 76207      | Cuverville                | Seine-Inférieure                               | Cuverville-sur-Yères    | Décret du 27 juillet 1912 |

### Novembre
| Code INSEE | Ancienne dénomination | Département    | Nouvelle dénomination | Date                       |
| ---------- | --------------------- | -------------- | --------------------- | -------------------------- |
| 73268      | Saint-Paul            | Savoie         | Saint-Paul-sur-Isère  | Décret du 15 novembre 1912 |
| 59543      | Saint-Remy-Mal-Bâti   | Nord           | Saint-Remy-du-Nord    | Décret du 15 novembre 1912 |
| 71526      | Solutré               | Saône-et-Loire | Solutré-Pouilly       | Décret du 15 novembre 1912 |
| 28378      | Souancé               | Eure-et-Loir   | Souancé-au-Perche     | Décret du 15 novembre 1912 |
| 89485      | Voutenay              | Yonne          | Voutenay-sur-Cure     | Décret du 15 novembre 1912 |
| 02292      | Étampes               | Aisne          | Étampes-sur-Marne     | Décret du 27 novembre 1912 |
| 73206      | Pralognan             | Savoie         | Pralognan-la-Vanoise  | Décret du 27 novembre 1912 |
| 74246      | Saint-Martin          | Haute-Savoie   | Saint-Martin-sur-Arve | Décret du 27 novembre 1912 |

### Décembre
| Code INSEE | Ancienne dénomination | Département  | Nouvelle dénomination | Date                        |
| ---------- | --------------------- | ------------ | --------------------- | --------------------------- |
| 23126      | Mérignat              | Creuse       | Masbaraud-Mérignat    | Décret du 10 décembre 1912, |
| 41251      | Souvigny              | Loir-et-Cher | Souvigny-en-Sologne   | Décret du 10 décembre 1912, |
| 23266      | La Celle-Barmontoise  | Creuse       | La Villetelle         | Décret du 10 décembre 1912, |

## 1913

### Février
| Code INSEE | Ancienne dénomination | Département         | Nouvelle dénomination | Date                      |
| ---------- | --------------------- | ------------------- | --------------------- | ------------------------- |
| 17267      | Nuaillé               | Charente-Inférieure | Nuaillé-d'Aunis       | Décret du 25 février 1913 |

### Mars
| Code INSEE | Ancienne dénomination | Département      | Nouvelle dénomination | Date                  |
| ---------- | --------------------- | ---------------- | --------------------- | --------------------- |
| 76167      | Cauville              | Seine-Inférieure | Cauville-sur-Mer      | Décret du 6 mars 1913 |
| 76194      | Criquebeuf            | Seine-Inférieure | Criquebeuf-en-Caux    | Décret du 6 mars 1913 |
| 51148      | Cheppes               | Marne            | Cheppes-la-Prairie    | Décret du 8 mars 1913 |

### Avril
| Code INSEE | Ancienne dénomination | Département     | Nouvelle dénomination | Date                    |
| ---------- | --------------------- | --------------- | --------------------- | ----------------------- |
| 33045      | Belvès                | Gironde         | Belvès-de-Castillon   | Décret du 2 avril 1913, |
| 45069      | Chambon               | Loiret          | Chambon-la-Forêt      | Décret du 2 avril 1913, |
| 59458      | Péronne               | Nord            | Péronne-en-Mélantois  | Décret du 2 avril 1913, |
| 40304      | Soorts                | Landes          | Soorts-Hossegor       | Décret du 2 avril 1913, |
| 02110      | Braisne               | Aisne           | Braine                | Décret du 5 avril 1913, |
| 06104      | Cabbé-Roquebrune      | Alpes-Maritimes | Roquebrune-Cap-Martin | Décret du 5 avril 1913, |
| 06128      | Saint-Paul-du-Var     | Alpes-Maritimes | Saint-Paul            | Décret du 12 avril 1913 |

### Juin
| Code INSEE | Ancienne dénomination | Département   | Nouvelle dénomination | Date                   |
| ---------- | --------------------- | ------------- | --------------------- | ---------------------- |
| 62645      | Oye                   | Pas-de-Calais | Oye-Plage             | Décret du 2 juin 1913  |
| 16035      | Beaulieu              | Charente      | Beaulieu-sur-Sonnette | Décret du 28 juin 1913 |
| 41142      | Saint-Secondin        | Loir-et-Cher  | Molineuf              | Décret du 28 juin 1913 |

### Juillet
| Code INSEE | Ancienne dénomination    | Département         | Nouvelle dénomination | Date                      |
| ---------- | ------------------------ | ------------------- | --------------------- | ------------------------- |
| 17139      | Dœuil                    | Charente-Inférieure | Dœuil-sur-le-Mignon   | Décret du 10 juillet 1913 |
| 23074      | Saint-Sulpice-le-Donzeil | Creuse              | Le Donzeil            | Décret du 10 juillet 1913 |
| 59597      | Tilloy                   | Nord                | Tilloy-lez-Cambrai    | Décret du 24 juillet 1913 |
| 59596      | Tilloy                   | Nord                | Tilloy-Marchiennes    | Décret du 24 juillet 1913 |

### Août
| Code INSEE | Ancienne dénomination  | Département      | Nouvelle dénomination      | Date                     |
| ---------- | ---------------------- | ---------------- | -------------------------- | ------------------------ |
| 77031      | Bernay                 | Seine-et-Marne   | Bernay-en-Brie             | Décret du 1er août 1913, |
| 77213      | Grégy                  | Seine-et-Marne   | Grégy-sur-Yerres           | Décret du 1er août 1913, |
| 77464      | Thorigny               | Seine-et-Marne   | Thorigny-sur-Marne         | Décret du 1er août 1913, |
| 76508      | La Poterie             | Seine-Inférieure | La Poterie-Cap-d'Antifer   | Décret du 1er août 1913, |
| 33381      | Saint-Caprais          | Gironde          | Saint-Caprais-de-Bordeaux  | Décret du 1er août 1913, |
| 33491      | Saint-Vivien           | Gironde          | Saint-Vivien-de-Monségur   | Décret du 1er août 1913, |
| 03294      | Ussel                  | Allier           | Ussel-d'Allier             | Décret du 1er août 1913, |
| 14745      | Vierville              | Calvados         | Vierville-sur-Mer          | Décret du 1er août 1913, |
| 74086      | Contamine-sous-Marlioz | Haute-Savoie     | Contamine-Sarzin           | Décret du 3 août 1913    |
| 31497      | Saint-Loup             | Haute-Garonne    | Saint-Loup-Cammas          | Décret du 5 août 1913    |
| 51509      | Saint-Pierre-aux-Oies  | Marne            | Saint-Pierre               |                          |
| 71421      | Saint-Germain-des-Bois | Saône-et-Loire   | Saint-Germain-en-Brionnais | Décret du 28 août 1913   |

### Septembre
| Code INSEE | Ancienne dénomination | Département    | Nouvelle dénomination | Date                        |
| ---------- | --------------------- | -------------- | --------------------- | --------------------------- |
| 02540      | Nesles                | Aisne          | Nesles-la-Montagne    | Décret du 25 septembre 1913 |
| 71217      | Germolles             | Saône-et-Loire | Germolles-sur-Grosne  | Décret du 25 septembre 1913 |

## 1914

### Janvier
| Code INSEE | Ancienne dénomination | Département | Nouvelle dénomination | Date                      |
| ---------- | --------------------- | ----------- | --------------------- | ------------------------- |
| 59220      | Faches                | Nord        | Faches-Thumesnil      | Décret du 23 janvier 1914 |
| 70479      | Sauvigney-lès-Angirey | Haute-Saône | Sauvigney-lès-Gray    | Décret du 23 janvier 1914 |
| 14103      | Le Breuil             | Calvados    | Le Breuil-en-Bessin   | Décret du 25 janvier 1914 |

### Février
| Code INSEE | Ancienne dénomination | Département    | Nouvelle dénomination   | Date                      |
| ---------- | --------------------- | -------------- | ----------------------- | ------------------------- |
| 29128      | Loc-Eguiner-Ploudiry  | Finistère      | Loc-Eguiner-Landivisiau | Décret du 4 février 1914, |
| 28287      | Orgères               | Eure-et-Loir   | Orgères-en-Beauce       | Décret du 4 février 1914, |
| 49210      | Montigné              | Maine-et-Loire | Montigné-sur-Moine      | Décret du 5 février 1914  |
| 42322      | La Valla              | Loire          | La Valla-en-Gier        | Décret du 5 février 1914  |

### Mars
| Code INSEE | Ancienne dénomination   | Département  | Nouvelle dénomination | Date                   |
| ---------- | ----------------------- | ------------ | --------------------- | ---------------------- |
| 60033      | Saint-Léonard           | Oise         | Avilly-Saint-Léonard  | Décret du 12 mars 1914 |
| 27162      | Collandres              | Eure         | Collandres-Quincarnon | Décret du 12 mars 1914 |
| 34155      | Maureilhan-et-Ramejan   | Hérault      | Maureilhan            | Décret du 12 mars 1914 |
| 05140      | Saint-Étienne-d'Avançon | Hautes-Alpes | Saint-Étienne-le-Laus | Décret du 12 mars 1914 |
| 34333      | Vic-les-Étangs          | Hérault      | Vic-la-Gardiole       | Décret du 12 mars 1914 |

### Mai
| Code INSEE | Ancienne dénomination | Département                       | Nouvelle dénomination | Date                  |
| ---------- | --------------------- | --------------------------------- | --------------------- | --------------------- |
| 94038      | L'Haÿ                 | Seine (actuellement Val-de-Marne) | L'Haÿ-les-Roses       | Décret du 10 mai 1914 |

### Juillet
| Code INSEE | Ancienne dénomination | Département | Nouvelle dénomination | Date                      |
| ---------- | --------------------- | ----------- | --------------------- | ------------------------- |
| 60262      | Le Frétoy             | Oise        | Le Frestoy-Vaux       | Décret du 12 juillet 1914 |

### Décembre
| Code INSEE | Ancienne dénomination   | Département | Nouvelle dénomination  | Date                       |
| ---------- | ----------------------- | ----------- | ---------------------- | -------------------------- |
| 39061      | Bissia                  | Jura        | Boissia                | Décret du 23 décembre 1914 |
| 03084      | Cosne-sur-l'Œil         | Allier      | Cosne-d'Allier         | Décret du 23 décembre 1914 |
| 89124      | Courlon                 | Yonne       | Courlon-sur-Yonne      | Décret du 23 décembre 1914 |
| 48195      | Saint-Préjet-du-Tarn    | Lozère      | Les Vignes             | Décret du 23 décembre 1914 |
| 42208      | Saint-Christô-en-Jarret | Loire       | Saint-Christô-en-Jarez | Décret du 23 décembre 1914 |
| 42244      | Saint-Julien-en-Jarret  | Loire       | Saint-Julien-en-Jarez  | Décret du 23 décembre 1914 |
| 42271      | Saint-Paul-en-Jarret    | Loire       | Saint-Paul-en-Jarez    | Décret du 23 décembre 1914 |
| 42283      | Saint-Romain-en-Jarret  | Loire       | Saint-Romain-en-Jarez  | Décret du 23 décembre 1914 |
| 42311      | La Tour-en-Jarret       | Loire       | La Tour-en-Jarez       | Décret du 23 décembre 1914 |

## 1915

### Août
| Code INSEE | Ancienne dénomination | Département    | Nouvelle dénomination       | Date                    |
| ---------- | --------------------- | -------------- | --------------------------- | ----------------------- |
| 77084      | Changis               | Seine-et-Marne | Changis-sur-Marne           | Décret du 26 août 1915, |
| 10140      | Ervy                  | Aube           | Ervy-le-Châtel              | Décret du 26 août 1915, |
| 77377      | Presles               | Seine-et-Marne | Presles-en-Brie             | Décret du 26 août 1915, |
| 63449      | Le Vernet             | Puy-de-Dôme    | Le Vernet-Sainte-Marguerite | Décret du 26 août 1915, |

### Octobre
| Code INSEE | Ancienne dénomination     | Département                             | Nouvelle dénomination   | Date                       |
| ---------- | ------------------------- | --------------------------------------- | ----------------------- | -------------------------- |
| 25012      | Les Allemands             | Doubs                                   | Les Alliés              | Décret du 14 octobre 1915, |
| 88044      | Bazoilles                 | Vosges                                  | Bazoilles-sur-Meuse     | Décret du 14 octobre 1915, |
| 95134      | Champagne                 | Seine-et-Oise (actuellement Val-d'Oise) | Champagne-sur-Oise      | Décret du 14 octobre 1915, |
| 09165      | Villac-Aiguillanes        | Ariège                                  | Lesparrou               | Décret du 14 octobre 1915, |
| 76427      | Mesnières                 | Seine-Inférieure                        | Mesnières-en-Bray       | Décret du 14 octobre 1915, |
| 17267      | Nuaillé                   | Charente-Inférieure                     | Nuaillé-sur-Boutonne    | Décret du 14 octobre 1915, |
| 77413      | Saint-Germain-lès-Couilly | Seine-et-Marne                          | Saint-Germain-sur-Morin | Décret du 14 octobre 1915, |
| 95563      | Saint-Leu-Taverny         | Seine-et-Oise (actuellement Val-d'Oise) | Saint-Leu-la-Forêt      | Décret du 14 octobre 1915, |
| 16337      | Saint-Maurice             | Charente                                | Saint-Maurice-des-Lions | Décret du 14 octobre 1915, |
| 09312      | Les Allemans              | Ariège                                  | La Tour-du-Crieu        | Décret du 14 octobre 1915, |
| 41271      | Vernou                    | Loir-et-Cher                            | Vernou-en-Sologne       | Décret du 14 octobre 1915, |

### Décembre
| Code INSEE | Ancienne dénomination | Département                             | Nouvelle dénomination | Date                       |
| ---------- | --------------------- | --------------------------------------- | --------------------- | -------------------------- |
| 95450      | Neuville              | Seine-et-Oise (actuellement Val-d'Oise) | Neuville-sur-Oise     | Décret du 16 décembre 1915 |

## 1916

### Février
| Code INSEE | Ancienne dénomination | Département | Nouvelle dénomination | Date                     |
| ---------- | --------------------- | ----------- | --------------------- | ------------------------ |
| 14164      | Clinchamps            | Calvados    | Clinchamps-sur-Orne   | Décret du 4 février 1916 |

### Avril
| Code INSEE | Ancienne dénomination | Département | Nouvelle dénomination | Date                    |
| ---------- | --------------------- | ----------- | --------------------- | ----------------------- |
| 15038      | Champs                | Cantal      | Champs-sur-Tarentaine | Décret du 17 avril 1916 |

### Août
| Code INSEE | Ancienne dénomination | Département | Nouvelle dénomination    | Date                  |
| ---------- | --------------------- | ----------- | ------------------------ | --------------------- |
| 39161      | Communailles          | Jura        | Communailles-en-Montagne | Décret du 7 août 1916 |

### Octobre
| Code INSEE | Ancienne dénomination | Département     | Nouvelle dénomination  | Date                     |
| ---------- | --------------------- | --------------- | ---------------------- | ------------------------ |
| 06108      | La Roquette           | Alpes-Maritimes | La Roquette-sur-Siagne | Décret du 3 octobre 1916 |

### Novembre
| Code INSEE | Ancienne dénomination | Département  | Nouvelle dénomination | Date                       |
| ---------- | --------------------- | ------------ | --------------------- | -------------------------- |
| 53112      | Lassay                | Loir-et-Cher | Lassay-sur-Croisne    | Décret du 21 novembre 1916 |

### Décembre
| Code INSEE | Ancienne dénomination | Département   | Nouvelle dénomination | Date                       |
| ---------- | --------------------- | ------------- | --------------------- | -------------------------- |
| 62577      | Monchel               | Pas-de-Calais | Monchel-sur-Canche    | Décret du 26 décembre 1916 |

## 1917

### Avril
| Code INSEE | Ancienne dénomination | Département | Nouvelle dénomination | Date                    |
| ---------- | --------------------- | ----------- | --------------------- | ----------------------- |
| 14271      | Allemagne             | Calvados    | Fleury-sur-Orne       | Décret du 12 avril 1917 |
| 12111      | Cassagnes-Goutrens    | Aveyron     | Goutrens              | Décret du 17 avril 1917 |

### Juin
| Code INSEE | Ancienne dénomination | Département | Nouvelle dénomination | Date                   |
| ---------- | --------------------- | ----------- | --------------------- | ---------------------- |
| 48021      | Puylaurent            | Lozère      | La Bastide-Puylaurent | Décret du 18 juin 1917 |

### Juillet
| Code INSEE | Ancienne dénomination    | Département | Nouvelle dénomination  | Date                      |
| ---------- | ------------------------ | ----------- | ---------------------- | ------------------------- |
| 58106      | Dhun-les-Places          | Nièvre      | Dun-les-Places         | Décret du 24 juillet 1917 |
| 88218      | Granges                  | Vosges      | Granges-sur-Vologne    | Décret du 24 juillet 1917 |
| 53226      | Saint-Hilaire-des-Landes | Mayenne     | Saint-Hilaire-du-Maine | Décret du 24 juillet 1917 |

### Octobre
| Code INSEE | Ancienne dénomination | Département   | Nouvelle dénomination | Date                      |
| ---------- | --------------------- | ------------- | --------------------- | ------------------------- |
| 22156      | Moustérus             | Côtes-du-Nord | Moustéru              | Décret du 17 octobre 1917 |

### Décembre
| Code INSEE | Ancienne dénomination | Département | Nouvelle dénomination | Date                       |
| ---------- | --------------------- | ----------- | --------------------- | -------------------------- |
| 89127      | Courtois              | Yonne       | Courtois-sur-Yonne    | Décret du 11 décembre 1917 |
| 50233      | Hautteville           | Manche      | Hautteville-Bocage    | Décret du 21 décembre 1917 |

## 1918

### Février
| Code INSEE | Ancienne dénomination | Département         | Nouvelle dénomination | Date                     |
| ---------- | --------------------- | ------------------- | --------------------- | ------------------------ |
| 17261      | Neuvicq               | Charente-Inférieure | Neuvicq-le-Château    | Décret du 9 février 1918 |

### Juillet
| Code INSEE | Ancienne dénomination | Département     | Nouvelle dénomination | Date                       |
| ---------- | --------------------- | --------------- | --------------------- | -------------------------- |
| 15013      | Auriac                | Cantal          | Auriac-l'Église       | Décret du 1er juillet 1918 |
| 35297      | Saint-Méen            | Ille-et-Vilaine | Saint-Méen-le-Grand   | Décret du 1er juillet 1918 |

### Août
| Code INSEE | Ancienne dénomination | Département | Nouvelle dénomination | Date                   |
| ---------- | --------------------- | ----------- | --------------------- | ---------------------- |
| 40269      | Saint-Lon             | Landes      | Saint-Lon-les-Mines   | Décret du 12 août 1918 |

### Septembre
| Code INSEE | Ancienne dénomination | Département         | Nouvelle dénomination  | Date                        |
| ---------- | --------------------- | ------------------- | ---------------------- | --------------------------- |
| 17141      | Dompierre             | Charente-Inférieure | Dompierre-sur-Charente | Décret du 16 septembre 1918 |

### Novembre
| Code INSEE | Ancienne dénomination | Département | Nouvelle dénomination       | Date                        |
| ---------- | --------------------- | ----------- | --------------------------- | --------------------------- |
| 34100      | Ferrières             | Hérault     | Ferrières-Poussarou         | Décret du 20 novembre 1918  |
| 33244      | Lignan                | Gironde     | Lignan-de-Bazas             | Décret du 30 novembre 1918, |
| 34099      | Ferrières             | Hérault     | Ferrières-les-Verreries     | Décret du 30 novembre 1918, |
| 45027      | Beauchamps            | Loiret      | Beauchamps-sur-Huillard     | Décret du 30 novembre 1918, |
| 45044      | Bougy                 | Loiret      | Bougy-lez-Neuville          | Décret du 30 novembre 1918, |
| 45092      | Chevillon             | Loiret      | Chevillon-sur-Huillard      | Décret du 30 novembre 1918, |
| 45098      | Cléry                 | Loiret      | Cléry-Saint-André           | Décret du 30 novembre 1918, |
| 45179      | Lailly                | Loiret      | Lailly-en-Val               | Décret du 30 novembre 1918, |
| 45204      | Mézières              | Loiret      | Mézières-lès-Cléry          | Décret du 30 novembre 1918, |
| 45254      | Poilly                | Loiret      | Poilly-lez-Gien             | Décret du 30 novembre 1918, |
| 45264      | Rozières              | Loiret      | Rozières-en-Beauce          | Décret du 30 novembre 1918, |
| 45297      | Saint-Père            | Loiret      | Saint-Père-sur-Loire        | Décret du 30 novembre 1918, |
| 45328      | Treilles              | Loiret      | Treilles-en-Gâtinais        | Décret du 30 novembre 1918, |
| 45334      | Vieilles-Maisons      | Loiret      | Vieilles-Maisons-sur-Joudry | Décret du 30 novembre 1918, |
| 89020      | Asnières              | Yonne       | Asnières-sous-Bois          | Décret du 30 novembre 1918, |
| 89096      | Chemilly              | Yonne       | Chemilly-sur-Yonne          | Décret du 30 novembre 1918, |
| 89271      | Moulins               | Yonne       | Moulins-en-Tonnerrois       | Décret du 30 novembre 1918, |
| 89346      | Saint-Georges         | Yonne       | Saint-Georges-sur-Baulche   | Décret du 30 novembre 1918, |
| 89380      | Savigny               | Yonne       | Savigny-sur-Clairis         | Décret du 30 novembre 1918, |

### Décembre
| Code INSEE | Ancienne dénomination | Département      | Nouvelle dénomination       | Date                        |
| ---------- | --------------------- | ---------------- | --------------------------- | --------------------------- |
| 53136      | Loigné                | Mayenne          | Loigné-sur-Mayenne          | Décret du 11 décembre 1918, |
| 84025      | Cabrières             | Vaucluse         | Cabrières-d'Avignon         | Décret du 11 décembre 1918, |
| 84029      | Camaret               | Vaucluse         | Camaret-sur-Aigues          | Décret du 11 décembre 1918, |
| 84043      | Entraigues            | Vaucluse         | Entraigues-sur-la-Sorgue    | Décret du 11 décembre 1918, |
| 84063      | Lamotte               | Vaucluse         | Lamotte-du-Rhône            | Décret du 11 décembre 1918, |
| 84081      | Morières              | Vaucluse         | Morières-lès-Avignon        | Décret du 11 décembre 1918, |
| 84109      | Saint-Hippolyte       | Vaucluse         | Saint-Hippolyte-le-Graveron | Décret du 11 décembre 1918, |
| 84110      | Saint-Léger           | Vaucluse         | Saint-Léger-d'Orange        | Décret du 11 décembre 1918, |
| 84148      | Villes                | Vaucluse         | Villes-sur-Auzon            | Décret du 11 décembre 1918, |
| 13070      | La Penne              | Bouches-du-Rhône | La Penne-sur-Huveaune       | Décret du 23 décembre 1918  |
| 13085      | Roquefort             | Bouches-du-Rhône | Roquefort-la-Bédoule        | Décret du 23 décembre 1918  |
| 41033      | Chambon               | Loir-et-Cher     | Chambon-sur-Cisse           | Décret du 25 décembre 1918  |
| 41044      | Châtres               | Loir-et-Cher     | Châtres-sur-Cher            | Décret du 25 décembre 1918  |
| 41048      | Chauvigny             | Loir-et-Cher     | Chauvigny-du-Perche         | Décret du 25 décembre 1918  |
| 41070      | Couture               | Loir-et-Cher     | Couture-sur-Loir            | Décret du 25 décembre 1918  |
| 41071      | Crouy                 | Loir-et-Cher     | Crouy-sur-Cosson            | Décret du 25 décembre 1918  |
| 41109      | Landes                | Loir-et-Cher     | Landes-le-Gaulois           | Décret du 25 décembre 1918  |
| 41150      | Mont                  | Loir-et-Cher     | Mont-près-Chambord          | Décret du 25 décembre 1918  |
| 41221      | Saint-Léonard         | Loir-et-Cher     | Saint-Léonard-en-Beauce     | Décret du 25 décembre 1918  |
| 41294      | Villiers              | Loir-et-Cher     | Villiers-sur-Loir           | Décret du 25 décembre 1918  |
| 46024      | Belmont               | Lot              | Belmont-Bretenoux           | Décret du 25 décembre 1918  |
| 46026      | Belmont               | Lot              | Belmont-Sainte-Foi          | Décret du 25 décembre 1918  |
| 46104      | Flaujac               | Lot              | Flaujac-Gare                | Décret du 25 décembre 1918  |
| 46105      | Flaujac               | Lot              | Flaujac-Lalbenque           | Décret du 25 décembre 1918  |
| 46167      | Lentillac             | Lot              | Lentillac-Lauzès            | Décret du 25 décembre 1918  |
| 46245      | Sabadel               | Lot              | Sabadel-Lauzès              | Décret du 25 décembre 1918  |
| 46274      | Saint-Laurent         | Lot              | Saint-Laurent-Lolmie        | Décret du 25 décembre 1918  |
| 46295      | Saint-Vincent         | Lot              | Saint-Vincent-du-Pendit     | Décret du 25 décembre 1918  |

## 1919

### Janvier
| Code INSEE | Ancienne dénomination | Département     | Nouvelle dénomination | Date                       |
| ---------- | --------------------- | --------------- | --------------------- | -------------------------- |
| 65250      | Lalanne               | Hautes-Pyrénées | Lalanne-Trie          | Décret du 1er janvier 1919 |
| 85073      | Corps                 | Vendée          | Corpe                 | Décret du 1er janvier 1919 |

### Février
| Code INSEE | Ancienne dénomination | Département | Nouvelle dénomination        | Date                     |
| ---------- | --------------------- | ----------- | ---------------------------- | ------------------------ |
| 10019      | Auzon                 | Aube        | Auzon-les-Marais             | Décret du 4 février 1919 |
| 10020      | Avant                 | Aube        | Avant-lès-Marcilly           | Décret du 4 février 1919 |
| 10021      | Avant                 | Aube        | Avant-lès-Ramerupt           | Décret du 4 février 1919 |
| 10046      | Blaincourt            | Aube        | Blaincourt-sur-Aube          | Décret du 4 février 1919 |
| 10049      | Les Bordes            | Aube        | Les Bordes-Aumont            | Décret du 4 février 1919 |
| 10062      | Briel                 | Aube        | Briel-sur-Barse              | Décret du 4 février 1919 |
| 10069      | Buxières              | Aube        | Buxières-sur-Arce            | Décret du 4 février 1919 |
| 10073      | Chalette              | Aube        | Chalette-sur-Voire           | Décret du 4 février 1919 |
| 10076      | Champignol            | Aube        | Champignol-lez-Mondeville    | Décret du 4 février 1919 |
| 10084      | Charmont              | Aube        | Charmont-sous-Barbuise       | Décret du 4 février 1919 |
| 10105      | Courcelles            | Aube        | Courcelles-sur-Voire         | Décret du 4 février 1919 |
| 10115      | Creney                | Aube        | Creney-près-Troyes           | Décret du 4 février 1919 |
| 10136      | Éguilly               | Aube        | Éguilly-sous-Bois            | Décret du 4 février 1919 |
| 10144      | Étrelles              | Aube        | Étrelles-sur-Aube            | Décret du 4 février 1919 |
| 10146      | Fay                   | Aube        | Fay-lès-Marcilly             | Décret du 4 février 1919 |
| 10147      | Fays                  | Aube        | Fays-la-Chapelle             | Décret du 4 février 1919 |
| 10162      | Fresnoy               | Aube        | Fresnoy-le-Château           | Décret du 4 février 1919 |
| 10197      | Lignol                | Aube        | Lignol-le-Château            | Décret du 4 février 1919 |
| 10203      | Longchamp             | Aube        | Longchamp-sur-Aujon          | Décret du 4 février 1919 |
| 10205      | Longpré               | Aube        | Longpré-le-Sec               | Décret du 4 février 1919 |
| 10207      | Longueville           | Aube        | Longueville-sur-Aube         | Décret du 4 février 1919 |
| 10209      | Lusigny               | Aube        | Lusigny-sur-Barse            | Décret du 4 février 1919 |
| 10218      | Maisons               | Aube        | Maisons-lès-Chaource         | Décret du 4 février 1919 |
| 10219      | Maisons               | Aube        | Maisons-lès-Soulaines        | Décret du 4 février 1919 |
| 10221      | Maizières             | Aube        | Maizières-lès-Brienne        | Décret du 4 février 1919 |
| 10224      | Marigny               | Aube        | Marigny-le-Châtel            | Décret du 4 février 1919 |
| 10232      | Merrey                | Aube        | Merrey-sur-Arce              | Décret du 4 février 1919 |
| 10243      | Molins                | Aube        | Molins-sur-Aube              | Décret du 4 février 1919 |
| 10246      | Montceaux             | Aube        | Montceaux-lès-Vaudes         | Décret du 4 février 1919 |
| 10251      | Montigny              | Aube        | Montigny-les-Monts           | Décret du 4 février 1919 |
| 10252      | Montmartin            | Aube        | Montmartin-le-Haut           | Décret du 4 février 1919 |
| 10253      | Montmorency           | Aube        | Montmorency-Beaufort         | Décret du 4 février 1919 |
| 10255      | Montreuil             | Aube        | Montreuil-sur-Barse          | Décret du 4 février 1919 |
| 10265      | Les Noës              | Aube        | Les Noës-près-Troyes         | Décret du 4 février 1919 |
| 10274      | Orvilliers            | Aube        | Orvilliers-Saint-Julien      | Décret du 4 février 1919 |
| 10279      | Pars                  | Aube        | Pars-lès-Chavanges           | Décret du 4 février 1919 |
| 10281      | Le Pavillon           | Aube        | Le Pavillon-Sainte-Julie     | Décret du 4 février 1919 |
| 10285      | Perthes               | Aube        | Perthes-lès-Brienne          | Décret du 4 février 1919 |
| 10288      | Plaine                | Aube        | Plaines-Saint-Lange          | Décret du 4 février 1919 |
| 10301      | Pouy                  | Aube        | Pouy-sur-Vannes              | Décret du 4 février 1919 |
| 10325      | Rosières              | Aube        | Rosières-près-Troyes         | Décret du 4 février 1919 |
| 10330      | Rouvres               | Aube        | Rouvres-les-Vignes           | Décret du 4 février 1919 |
| 10333      | Saint-André           | Aube        | Saint-André-les-Vergers      | Décret du 4 février 1919 |
| 10337      | Saint-Christophe      | Aube        | Saint-Christophe-Dodinicourt | Décret du 4 février 1919 |
| 10341      | Saint-Hilaire         | Aube        | Saint-Hilaire-sous-Romilly   | Décret du 4 février 1919 |
| 10355      | Saint-Nicolas         | Aube        | Saint-Nicolas-la-Chapelle    | Décret du 4 février 1919 |
| 10361      | Saint-Remy            | Aube        | Saint-Remy-sous-Barbuise     | Décret du 4 février 1919 |
| 10404      | Verpillières          | Aube        | Verpillières-sur-Ource       | Décret du 4 février 1919 |
| 10429      | Villette              | Aube        | Villette-sur-Aube            | Décret du 4 février 1919 |
| 10439      | Viviers               | Aube        | Viviers-sur-Artaut           | Décret du 4 février 1919 |
| 10445      | Yèvres                | Aube        | Yèvres-le-Petit              | Décret du 4 février 1919 |

### Avril
| Code INSEE | Ancienne dénomination | Département | Nouvelle dénomination | Date                    |
| ---------- | --------------------- | ----------- | --------------------- | ----------------------- |
| 10036      | Beauvoir              | Aube        | Beauvoir-sur-Sarce    | Décret du 10 avril 1919 |

### Mai
| Code INSEE | Ancienne dénomination | Département    | Nouvelle dénomination    | Date                  |
| ---------- | --------------------- | -------------- | ------------------------ | --------------------- |
| 77271      | Maisoncelles          | Seine-et-Marne | Maisoncelles-en-Gâtinais | Décret du 12 mai 1919 |
| 77454      | Sognolles             | Seine-et-Marne | Sognolles-en-Montois     | Décret du 12 mai 1919 |
| 77455      | Soignolles            | Seine-et-Marne | Soignolles-en-Brie       | Décret du 12 mai 1919 |

### Juin
| Code INSEE | Ancienne dénomination | Département | Nouvelle dénomination     | Date                   |
| ---------- | --------------------- | ----------- | ------------------------- | ---------------------- |
| 55017      | Autrécourt            | Meuse       | Autrécourt-sur-Aire       | Décret du 10 juin 1919 |
| 55035      | Bazincourt            | Meuse       | Bazincourt-sur-Saulx      | Décret du 10 juin 1919 |
| 55038      | Beaulieu              | Meuse       | Beaulieu-en-Argonne       | Décret du 10 juin 1919 |
| 55049      | Beurey                | Meuse       | Beurey-sur-Saulx          | Décret du 10 juin 1919 |
| 55051      | Biencourt             | Meuse       | Biencourt-sur-Orge        | Décret du 10 juin 1919 |
| 55058      | Boncourt              | Meuse       | Boncourt-sur-Meuse        | Décret du 10 juin 1919 |
| 55061      | Le Bouchon            | Meuse       | Le Bouchon-sur-Saulx      | Décret du 10 juin 1919 |
| 55079      | Brillon               | Meuse       | Brillon-en-Barrois        | Décret du 10 juin 1919 |
| 55104      | Chassey               | Meuse       | Chassey-Beaupré           | Décret du 10 juin 1919 |
| 55120      | Combles               | Meuse       | Combles-en-Barrois        | Décret du 10 juin 1919 |
| 55173      | Épiez                 | Meuse       | Épiez-sur-Meuse           | Décret du 10 juin 1919 |
| 55186      | Fains                 | Meuse       | Fains-les-Sources         | Décret du 10 juin 1919 |
| 55194      | Foucaucourt           | Meuse       | Foucaucourt-sur-Thabas    | Décret du 10 juin 1919 |
| 55195      | Fouchères             | Meuse       | Fouchères-aux-Bois        | Décret du 10 juin 1919 |
| 55213      | Gironville            | Meuse       | Gironville-sous-les-Côtes | Décret du 10 juin 1919 |
| 55230      | Hargeville            | Meuse       | Hargeville-sur-Chée       | Décret du 10 juin 1919 |
| 55290      | Lignières             | Meuse       | Lignières-sur-Aire        | Décret du 10 juin 1919 |
| 55301      | Longchamps            | Meuse       | Longchamps-sur-Aire       | Décret du 10 juin 1919 |
| 55302      | Longeville            | Meuse       | Longeville-en-Barrois     | Décret du 10 juin 1919 |
| 55315      | Mandres               | Meuse       | Mandres-en-Barrois        | Décret du 10 juin 1919 |
| 55322      | Marson                | Meuse       | Marson-sur-Barboure       | Décret du 10 juin 1919 |
| 55384      | Nicey                 | Meuse       | Nicey-sur-Aire            | Décret du 10 juin 1919 |
| 55388      | Noyers                | Meuse       | Noyers-le-Val             | Décret du 10 juin 1919 |
| 55396      | Ourches               | Meuse       | Ourches-sur-Meuse         | Décret du 10 juin 1919 |
| 55414      | Rancourt              | Meuse       | Rancourt-sur-Ornain       | Décret du 10 juin 1919 |
| 55420      | Récourt               | Meuse       | Récourt-le-Creux          | Décret du 10 juin 1919 |
| 55427      | Revigny               | Meuse       | Revigny-sur-Ornain        | Décret du 10 juin 1919 |
| 55452      | Saint-Amand           | Meuse       | Saint-Amand-sur-Ornain    | Décret du 10 juin 1919 |
| 55453      | Saint-André           | Meuse       | Saint-André-en-Barrois    | Décret du 10 juin 1919 |
| 55456      | Saint-Germain         | Meuse       | Saint-Germain-sur-Meuse   | Décret du 10 juin 1919 |
| 55482      | Senoncourt            | Meuse       | Senoncourt-lès-Maujouy    | Décret du 10 juin 1919 |
| 55512      | Tilly                 | Meuse       | Tilly-sur-Meuse           | Décret du 10 juin 1919 |
| 55513      | Tourailles            | Meuse       | Tourailles-sous-Bois      | Décret du 10 juin 1919 |
| 55514      | Trémont               | Meuse       | Trémont-sur-Saulx         | Décret du 10 juin 1919 |
| 55522      | Ugny                  | Meuse       | Ugny-sur-Meuse            | Décret du 10 juin 1919 |
| 55534      | Vaudeville            | Meuse       | Vaudeville-le-Haut        | Décret du 10 juin 1919 |

### Juillet
| Code INSEE | Ancienne dénomination | Département | Nouvelle dénomination    | Date                      |
| ---------- | --------------------- | ----------- | ------------------------ | ------------------------- |
| 85035      | Bretignolles          | Vendée      | Bretignolles-sur-Mer     | Décret du 23 juillet 1919 |
| 79056      | Brion                 | Deux-Sèvres | Brion-près-Thouet        | Décret du 23 juillet 1919 |
| 33437      | Saint-Magne           | Gironde     | Saint-Magne-de-Castillon | Décret du 23 juillet 1919 |
| 34308      | Taussac-et-Douch      | Hérault     | Taussac-la-Billière      | Décret du 23 juillet 1919 |
| 33532      | Tizac-de-Galgon       | Gironde     | Tizac-de-Lapouyade       | Décret du 23 juillet 1919 |
| 03307      | Verneuil              | Allier      | Verneuil-en-Bourbonnais  | Décret du 23 juillet 1919 |

### Août
| Code INSEE | Ancienne dénomination    | Département    | Nouvelle dénomination              | Date                   |
| ---------- | ------------------------ | -------------- | ---------------------------------- | ---------------------- |
| 10077      | Champigny                | Aube           | Champigny-sur-Aube                 | Décret du 5 août 1919  |
| 10107      | Coursan                  | Aube           | Coursan-en-Othe                    | Décret du 5 août 1919  |
| 10343      | Saint-Julien             | Aube           | Saint-Julien-les-Villas            | Décret du 5 août 1919  |
| 10372      | Soulaines                | Aube           | Soulaines-Dhuys                    | Décret du 5 août 1919  |
| 45003      | Allainville              | Loiret         | Allainville-en-Beauce              | Décret du 5 août 1919  |
| 45017      | Auvilliers               | Loiret         | Auvilliers-en-Gâtinais             | Décret du 5 août 1919  |
| 45018      | Auxy                     | Loiret         | Auxy-du-Gâtinais                   | Décret du 5 août 1919  |
| 45021      | Barville                 | Loiret         | Barville-en-Gâtinais               | Décret du 5 août 1919  |
| 45023      | Batilly-sur-Loire        | Loiret         | Batilly-en-Puisaye                 | Décret du 5 août 1919  |
| 45102      | Conflans                 | Loiret         | Conflans-sur-Loing                 | Décret du 5 août 1919  |
| 45111      | Courcy                   | Loiret         | Courcy-aux-Loges                   | Décret du 5 août 1919  |
| 45118      | Crottes                  | Loiret         | Crottes-en-Pithiverais             | Décret du 5 août 1919  |
| 45122      | Dampierre                | Loiret         | Dampierre-en-Burly                 | Décret du 5 août 1919  |
| 45134      | Épieds                   | Loiret         | Épieds-en-Beauce                   | Décret du 5 août 1919  |
| 45143      | Feins                    | Loiret         | Feins-en-Gâtinais                  | Décret du 5 août 1919  |
| 45156      | Girolles                 | Loiret         | Girolles-du-Gâtinais               | Décret du 5 août 1919  |
| 45197      | Marigny                  | Loiret         | Marigny-les-Usages                 | Décret du 5 août 1919  |
| 45217      | Morville                 | Loiret         | Morville-en-Beauce                 | Décret du 5 août 1919  |
| 45220      | Nancray                  | Loiret         | Nancray-sur-Rimarde                | Décret du 5 août 1919  |
| 45225      | La Neuville              | Loiret         | La Neuville-sur-Essonne            | Décret du 5 août 1919  |
| 45233      | Ondreville               | Loiret         | Ondreville-sur-Essonne             | Décret du 5 août 1919  |
| 45257      | Pressigny                | Loiret         | Pressigny-les-Pins                 | Décret du 5 août 1919  |
| 45259      | Quiers                   | Loiret         | Quiers-sur-Bezonde                 | Décret du 5 août 1919  |
| 45263      | Rouvres                  | Loiret         | Rouvres-Saint-Jean                 | Décret du 5 août 1919  |
| 45271      | Saint-Brisson            | Loiret         | Saint-Brisson-sur-Loire            | Décret du 5 août 1919  |
| 45289      | Saint-Lyé                | Loiret         | Saint-Lyé-la-Forêt                 | Décret du 5 août 1919  |
| 47029      | Blanquefort              | Lot-et-Garonne | Blanquefort-sur-Briolance          | Décret du 5 août 1919  |
| 47055      | Castelnaud               | Lot-et-Garonne | Castelnaud-de-Gratecambe           | Décret du 5 août 1919  |
| 47093      | Fargues                  | Lot-et-Garonne | Fargues-sur-Ourbise                | Décret du 5 août 1919  |
| 47101      | Fourques                 | Lot-et-Garonne | Fourques-sur-Garonne               | Décret du 5 août 1919  |
| 47111      | Granges                  | Lot-et-Garonne | Granges-sur-Lot                    | Décret du 5 août 1919  |
| 47117      | Hautefage                | Lot-et-Garonne | Hautefage-la-Tour                  | Décret du 5 août 1919  |
| 47127      | Lafitte                  | Lot-et-Garonne | Lafitte-sur-Lot                    | Décret du 5 août 1919  |
| 47165      | Meilhan                  | Lot-et-Garonne | Meilhan-sur-Garonne                | Décret du 5 août 1919  |
| 47168      | Miramont                 | Lot-et-Garonne | Miramont-de-Guyenne                | Décret du 5 août 1919  |
| 47203      | Penne                    | Lot-et-Garonne | Penne-d'Agenais                    | Décret du 5 août 1919  |
| 47214      | Puch                     | Lot-et-Garonne | Puch-d'Agenais                     | Décret du 5 août 1919  |
| 47228      | Saint-Antoine            | Lot-et-Garonne | Saint-Antoine-de-Ficalba           | Décret du 5 août 1919  |
| 47232      | Saint-Barthélemy         | Lot-et-Garonne | Saint-Barthélemy-d'Agenais         | Décret du 5 août 1919  |
| 47242      | Saint-Front              | Lot-et-Garonne | Saint-Front-sur-Lémance            | Décret du 5 août 1919  |
| 47274      | Saint-Romain             | Lot-et-Garonne | Saint-Romain-le-Noble              | Décret du 5 août 1919  |
| 47252      | Sainte-Livrade           | Lot-et-Garonne | Sainte-Livrade-sur-Lot             | Décret du 5 août 1919  |
| 47293      | Sauveterre               | Lot-et-Garonne | Sauveterre-Saint-Denis             | Décret du 5 août 1919  |
| 47299      | Sérignac                 | Lot-et-Garonne | Sérignac-Péboudou                  | Décret du 5 août 1919  |
| 47300      | Sérignac                 | Lot-et-Garonne | Sérignac-sur-Garonne               | Décret du 5 août 1919  |
| 53003      | Ambrières                | Mayenne        | Ambrières-le-Grand                 | Décret du 5 août 1919  |
| 53006      | Argenton                 | Mayenne        | Argenton-Notre-Dame                | Décret du 5 août 1919  |
| 53030      | Le Bignon                | Mayenne        | Le Bignon-du-Maine                 | Décret du 5 août 1919  |
| 53044      | Brétignolles             | Mayenne        | Brétignolles-le-Moulin             | Décret du 5 août 1919  |
| 53049      | Châlons                  | Mayenne        | Châlons-du-Maine                   | Décret du 5 août 1919  |
| 53065      | Châtres                  | Mayenne        | Châtres-la-Forêt                   | Décret du 5 août 1919  |
| 53069      | Chevaigné                | Mayenne        | Chevaigné-du-Maine                 | Décret du 5 août 1919  |
| 53071      | Colombiers               | Mayenne        | Colombiers-du-Plessis              | Décret du 5 août 1919  |
| 53079      | Couesmes                 | Mayenne        | Couesmes-en-Froulay                | Décret du 5 août 1919  |
| 53104      | Gennes                   | Mayenne        | Gennes-sur-Glaize                  | Décret du 5 août 1919  |
| 53143      | Maisoncelles             | Mayenne        | Maisoncelles-du-Maine              | Décret du 5 août 1919  |
| 53171      | Orgères                  | Mayenne        | Orgères-la-Roche                   | Décret du 5 août 1919  |
| 53174      | Parigné                  | Mayenne        | Parigné-sur-Braye                  | Décret du 5 août 1919  |
| 53175      | Parné                    | Mayenne        | Parné-sur-Roc                      | Décret du 5 août 1919  |
| 53213      | Saint-Ellier             | Mayenne        | Saint-Ellier-du-Maine              | Décret du 5 août 1919  |
| 19009      | Les Angles               | Corrèze        | Les Angles-sur-Corrèze             | Décret du 16 août 1919 |
| 19019      | Beaulieu                 | Corrèze        | Beaulieu-sur-Dordogne              | Décret du 16 août 1919 |
| 19041      | Chanac                   | Corrèze        | Chanac-les-Mines                   | Décret du 16 août 1919 |
| 19050      | Chauffour                | Corrèze        | Chauffour-sur-Vell                 | Décret du 16 août 1919 |
| 19055      | Chirac                   | Corrèze        | Chirac-Bellevue                    | Décret du 16 août 1919 |
| 19060      | Condat                   | Corrèze        | Condat-sur-Ganaveix                | Décret du 16 août 1919 |
| 19064      | Couffy                   | Corrèze        | Couffy-sur-Sarsonne                | Décret du 16 août 1919 |
| 19096      | Ladignac                 | Corrèze        | Ladignac-sur-Rondelles             | Décret du 16 août 1919 |
| 19097      | Lafage                   | Corrèze        | Lafage-sur-Sombre                  | Décret du 16 août 1919 |
| 19098      | Lagarde                  | Corrèze        | Lagarde-Enval                      | Décret du 16 août 1919 |
| 19108      | Laroche                  | Corrèze        | Laroche-près-Feyt                  | Décret du 16 août 1919 |
| 19111      | Laval                    | Corrèze        | Laval-sur-Luzège                   | Décret du 16 août 1919 |
| 19117      | Lissac                   | Corrèze        | Lissac-sur-Couze                   | Décret du 16 août 1919 |
| 19123      | Malemort                 | Corrèze        | Malemort-sur-Corrèze               | Décret du 16 août 1919 |
| 19140      | Monceaux                 | Corrèze        | Monceaux-sur-Dordogne              | Décret du 16 août 1919 |
| 19087      | Murat                    | Corrèze        | Murat-Corrèze                      | Décret du 16 août 1919 |
| 19154      | Orgnac                   | Corrèze        | Orgnac-sur-Vézère                  | Décret du 16 août 1919 |
| 19159      | Péret                    | Corrèze        | Péret-Bel-Air                      | Décret du 16 août 1919 |
| 19160      | Pérols                   | Corrèze        | Pérols-sur-Vézère                  | Décret du 16 août 1919 |
| 19170      | Queyssac                 | Corrèze        | Queyssac-les-Vignes                | Décret du 16 août 1919 |
| 19193      | Saint-Cirgues            | Corrèze        | Saint-Cirgues-la-Loutre            | Décret du 16 août 1919 |
| 19198      | Saint-Éloy               | Corrèze        | Saint-Éloy-les-Tuileries           | Décret du 16 août 1919 |
| 19201      | Saint-Exupéry            | Corrèze        | Saint-Exupéry-les-Roches           | Décret du 16 août 1919 |
| 19254      | Ségur                    | Corrèze        | Ségur-les-Goujons                  | Décret du 16 août 1919 |
| 19258      | Servières                | Corrèze        | Servières-le-Château               | Décret du 16 août 1919 |
| 19279      | Vars                     | Corrèze        | Vars-sur-Roseix                    | Décret du 16 août 1919 |
| 19287      | Vitrac                   | Corrèze        | Vitrac-sur-Montane                 | Décret du 16 août 1919 |
| 41039      | La Chapelle-Saint-Martin | Loir-et-Cher   | La Chapelle-Saint-Martin-en-Plaine | Décret du 16 août 1919 |
| 41096      | Le Gault                 | Loir-et-Cher   | Le Gault-Perche                    | Décret du 16 août 1919 |
| 41126      | Mareuil                  | Loir-et-Cher   | Mareuil-sur-Cher                   | Décret du 16 août 1919 |
| 41164      | Noyers                   | Loir-et-Cher   | Noyers-sur-Cher                    | Décret du 16 août 1919 |
| 41184      | Prunay                   | Loir-et-Cher   | Prunay-Cassereau                   | Décret du 16 août 1919 |
| 41212      | Saint-Gervais            | Loir-et-Cher   | Saint-Gervais-la-Forêt             | Décret du 16 août 1919 |
| 41229      | Saint-Romain             | Loir-et-Cher   | Saint-Romain-sur-Cher              | Décret du 16 août 1919 |
| 41247      | Soings                   | Loir-et-Cher   | Soings-en-Sologne                  | Décret du 16 août 1919 |
| 41259      | Thoré                    | Loir-et-Cher   | Thoré-la-Rochette                  | Décret du 16 août 1919 |
| 87014      | Bessines                 | Haute-Vienne   | Bessines-sur-Gartempe              | Décret du 16 août 1919 |
| 87020      | Bonnac                   | Haute-Vienne   | Bonnac-la-Côte                     | Décret du 16 août 1919 |
| 87030      | Chaillac                 | Haute-Vienne   | Chaillac-sur-Vienne                | Décret du 16 août 1919 |
| 87034      | Champagnac               | Haute-Vienne   | Champagnac-la-Rivière              | Décret du 16 août 1919 |
| 87046      | Cognac                   | Haute-Vienne   | Cognac-le-Froid                    | Décret du 16 août 1919 |
| 87048      | Condat                   | Haute-Vienne   | Condat-sur-Vienne                  | Décret du 16 août 1919 |
| 87051      | La Croisille             | Haute-Vienne   | La Croisille-sur-Briance           | Décret du 16 août 1919 |
| 87052      | La Croix                 | Haute-Vienne   | La Croix-sur-Gartempe              | Décret du 16 août 1919 |
| 87057      | Dompierre                | Haute-Vienne   | Dompierre-les-Églises              | Décret du 16 août 1919 |
| 87079      | La Jonchère              | Haute-Vienne   | La Jonchère-Saint-Maurice          | Décret du 16 août 1919 |
| 87082      | Ladignac                 | Haute-Vienne   | Ladignac-le-Long                   | Décret du 16 août 1919 |
| 87090      | Mailhac                  | Haute-Vienne   | Mailhac-sur-Benaize                | Décret du 16 août 1919 |
| 87102      | Morterolles              | Haute-Vienne   | Morterolles-sur-Semme              | Décret du 16 août 1919 |
| 87105      | Neuvic                   | Haute-Vienne   | Neuvic-Entier                      | Décret du 16 août 1919 |
| 87113      | Le Palais                | Haute-Vienne   | Le Palais-sur-Vienne               | Décret du 16 août 1919 |
| 87140      | Saint-Brice              | Haute-Vienne   | Saint-Brice-sur-Vienne             | Décret du 16 août 1919 |
| 87144      | Saint-Genest             | Haute-Vienne   | Saint-Genest-sur-Roselle           | Décret du 16 août 1919 |
| 87156      | Saint-Just               | Haute-Vienne   | Saint-Just-le-Martel               | Décret du 16 août 1919 |
| 87161      | Saint-Léonard            | Haute-Vienne   | Saint-Léonard-de-Noblat            | Décret du 16 août 1919 |
| 87171      | Saint-Nicolas            | Haute-Vienne   | Saint-Nicolas-Courbefy             | Décret du 16 août 1919 |
| 87172      | Saint-Ouen               | Haute-Vienne   | Saint-Ouen-sur-Gartempe            | Décret du 16 août 1919 |
| 87184      | Saint-Symphorien         | Haute-Vienne   | Saint-Symphorien-sur-Couze         | Décret du 16 août 1919 |

### Octobre
| Code INSEE | Ancienne dénomination | Département     | Nouvelle dénomination         | Date                      |
| ---------- | --------------------- | --------------- | ----------------------------- | ------------------------- |
| 77048      | Bourron               | Seine-et-Marne  | Bourron-Marlotte              | Décret du 24 octobre 1919 |
| 14284      | Fourneaux             | Calvados        | Fourneaux-le-Val              | Décret du 24 octobre 1919 |
| 08225      | Herpy                 | Ardennes        | Herpy-l'Arlésienne            | Décret du 24 octobre 1919 |
| 65442      | Thermes               | Hautes-Pyrénées | Thermes-Magnoac               | Décret du 24 octobre 1919 |
| 12001      | Agen                  | Aveyron         | Agen-d'Aveyron                | Décret du 24 octobre 1919 |
| 12008      | Anglars               | Aveyron         | Anglars-Saint-Félix           | Décret du 24 octobre 1919 |
| 12009      | Arnac                 | Aveyron         | Arnac-sur-Dourdou             | Décret du 24 octobre 1919 |
| 12015      | Auriac                | Aveyron         | Auriac-Lagast                 | Décret du 24 octobre 1919 |
| 12025      | Belmont               | Aveyron         | Belmont-sur-Rance             | Décret du 24 octobre 1919 |
| 12038      | Brousse               | Aveyron         | Brousse-le-Château            | Décret du 24 octobre 1919 |
| 12050      | Canet                 | Aveyron         | Canet-de-Salars               | Décret du 24 octobre 1919 |
| 12074      | Condom                | Aveyron         | Condom-d'Aubrac               | Décret du 24 octobre 1919 |
| 12103      | Florentin             | Aveyron         | Florentin-la-Capelle          | Décret du 24 octobre 1919 |
| 12107      | Gaillac               | Aveyron         | Gaillac-d'Aveyron             | Décret du 24 octobre 1919 |
| 12115      | L'Hospitalet          | Aveyron         | L'Hospitalet-du-Larzac        | Décret du 24 octobre 1919 |
| 12128      | Lescure               | Aveyron         | Lescure-Jaoul                 | Décret du 24 octobre 1919 |
| 12165      | Muret                 | Aveyron         | Muret-le-Château              | Décret du 24 octobre 1919 |
| 12181      | Peyrusse              | Aveyron         | Peyrusse-le-Roc               | Décret du 24 octobre 1919 |
| 12200      | Rivière               | Aveyron         | Rivière-sur-Tarn              | Décret du 24 octobre 1919 |
| 12203      | Roquefort             | Aveyron         | Roquefort-sur-Soulzon         | Décret du 24 octobre 1919 |
| 12207      | Saint-Cirq            | Aveyron         | Rullac-Saint-Cirq             | Décret du 24 octobre 1919 |
| 12235      | Saint-Just            | Aveyron         | Saint-Just-sur-Viaur          | Décret du 24 octobre 1919 |
| 12247      | Saint-Saturnin        | Aveyron         | Saint-Saturnin-de-Lenne       | Décret du 24 octobre 1919 |
| 12249      | Saint-Sever           | Aveyron         | Saint-Sever-du-Moustier       | Décret du 24 octobre 1919 |
| 12250      | Saint-Symphorien      | Aveyron         | Saint-Symphorien-de-Thénières | Décret du 24 octobre 1919 |
| 12223      | Sainte-Geneviève      | Aveyron         | Sainte-Geneviève-sur-Argence  | Décret du 24 octobre 1919 |
| 12234      | Sainte-Juliette       | Aveyron         | Sainte-Juliette-sur-Viaur     | Décret du 24 octobre 1919 |
| 12294      | Vézins                | Aveyron         | Vézins-de-Lévézou             | Décret du 24 octobre 1919 |
| 12300      | Villefranche          | Aveyron         | Villefranche-de-Rouergue      | Décret du 24 octobre 1919 |
| 12304      | Vitrac                | Aveyron         | Vitrac-en-Viadène             | Décret du 24 octobre 1919 |
| 72045      | Brains                | Sarthe          | Brains-sur-Gée                | Décret du 24 octobre 1919 |
| 72218      | Neuvillette           | Sarthe          | Neuvillette-en-Charnie        | Décret du 24 octobre 1919 |
| 72333      | Semur                 | Sarthe          | Semur-en-Vallon               | Décret du 24 octobre 1919 |
| 72359      | Torcé                 | Sarthe          | Torcé-en-Vallée               | Décret du 24 octobre 1919 |

### Novembre
| Code INSEE | Ancienne dénomination | Département      | Nouvelle dénomination   | Date                        |
| ---------- | --------------------- | ---------------- | ----------------------- | --------------------------- |
| 32279      | Montaut               | Gers             | Montaut-les-Créneaux    | Décret du 3 novembre 1919   |
| 13029      | Cornillon             | Bouches-du-Rhône | Cornillon-Confoux       | Décret du 18 novembre 1919  |
| 13037      | La Fare               | Bouches-du-Rhône | La Fare-les-Oliviers    | Décret du 18 novembre 1919  |
| 13043      | Gignac                | Bouches-du-Rhône | Gignac-la-Nerthe        | Décret du 18 novembre 1919  |
| 13051      | Lançon                | Bouches-du-Rhône | Lançon-Provence         | Décret du 18 novembre 1919  |
| 13074      | Peyrolles             | Bouches-du-Rhône | Peyrolles-en-Provence   | Décret du 18 novembre 1919  |
| 13090      | Saint-Antonin         | Bouches-du-Rhône | Saint-Antonin-sur-Bayon | Décret du 18 novembre 1919  |
| 13095      | Saint-Marc            | Bouches-du-Rhône | Saint-Marc-Jaumegarde   | Décret du 18 novembre 1919  |
| 13103      | Salon                 | Bouches-du-Rhône | Salon-de-Provence       | Décret du 18 novembre 1919  |
| 13106      | Septèmes              | Bouches-du-Rhône | Septèmes-les-Vallons    | Décret du 18 novembre 1919  |
| 13107      | Simiane               | Bouches-du-Rhône | Simiane-Collongue       | Décret du 18 novembre 1919  |
| 47280      | Saint-Sylvestre       | Lot-et-Garonne   | Saint-Sylvestre-sur-Lot | Décret du 18 novembre 1919, |
| 53026      | Beaulieu              | Mayenne          | Beaulieu-sur-Oudon      | Décret du 18 novembre 1919, |
| 62505      | Leulinghen            | Pas-de-Calais    | Berlinghen              | Décret du 18 novembre 1919, |
| 62178      | Bruay                 | Pas-de-Calais    | Bruay-les-Mines         | Décret du 18 novembre 1919, |
| 62699      | Recques               | Pas-de-Calais    | Recques-sur-Hem         | Décret du 18 novembre 1919, |
| 77143      | Crégy                 | Seine-et-Marne   | Crégy-lès-Meaux         | Décret du 18 novembre 1919, |
| 77336      | Neufmoutiers          | Seine-et-Marne   | Neufmoutiers-en-Brie    | Décret du 18 novembre 1919, |
| 77421      | Saint-Mars            | Seine-et-Marne   | Saint-Mars-en-Brie      | Décret du 18 novembre 1919, |

### Décembre
| Code INSEE | Ancienne dénomination  | Département | Nouvelle dénomination     | Date                       |
| ---------- | ---------------------- | ----------- | ------------------------- | -------------------------- |
| 63011      | Ars                    | Puy-de-Dôme | Ars-les-Favets            | Décret du 2 décembre 1919  |
| 63105      | Chaumont               | Puy-de-Dôme | Chaumont-le-Bourg         | Décret du 2 décembre 1919  |
| 63124      | Cournon                | Puy-de-Dôme | Cournon-d'Auvergne        | Décret du 2 décembre 1919  |
| 63330      | Saint-Cirgues          | Puy-de-Dôme | Saint-Cirgues-sur-Couze   | Décret du 2 décembre 1919  |
| 63338      | Saint-Éloy             | Puy-de-Dôme | Saint-Éloy-les-Mines      | Décret du 2 décembre 1919  |
| 63354      | Saint-Gervais          | Puy-de-Dôme | Saint-Gervais-d'Auvergne  | Décret du 2 décembre 1919  |
| 63390      | Saint-Quintin          | Puy-de-Dôme | Saint-Quintin-sur-Sioule  | Décret du 2 décembre 1919  |
| 63400      | Saint-Sylvestre        | Puy-de-Dôme | Saint-Sylvestre-Pragoulin | Décret du 2 décembre 1919  |
| 63411      | Sauvagnat              | Puy-de-Dôme | Sauvagnat-Sainte-Marthe   | Décret du 2 décembre 1919  |
| 63429      | Ternant                | Puy-de-Dôme | Ternant-les-Eaux          | Décret du 2 décembre 1919  |
| 80003      | Acheux                 | Somme       | Acheux-en-Amiénois        | Décret du 2 décembre 1919  |
| 80067      | Beaufort               | Somme       | Beaufort-en-Santerre      | Décret du 2 décembre 1919  |
| 80097      | Béthencourt            | Somme       | Béthencourt-sur-Somme     | Décret du 2 décembre 1919  |
| 80121      | Bouillancourt          | Somme       | Bouillancourt-la-Bataille | Décret du 2 décembre 1919  |
| 80127      | Bouvaincourt           | Somme       | Bouvaincourt-sur-Bresle   | Décret du 2 décembre 1919  |
| 80199      | Cléry                  | Somme       | Cléry-sur-Somme           | Décret du 2 décembre 1919  |
| 80291      | Estrées                | Somme       | Estrées-sur-Noye          | Décret du 2 décembre 1919  |
| 80335      | Foucaucourt            | Somme       | Foucaucourt-en-Santerre   | Décret du 2 décembre 1919  |
| 80403      | Guyencourt             | Somme       | Guyencourt-sur-Noye       | Décret du 2 décembre 1919  |
| 80427      | Hem                    | Somme       | Hem-Hardinval             | Décret du 2 décembre 1919  |
| 80454      | La Boissière           | Somme       | Laboissière-Saint-Martin  | Décret du 2 décembre 1919  |
| 80545      | Mézières               | Somme       | Mézières-en-Santerre      | Décret du 2 décembre 1919  |
| 80680      | Rosières               | Somme       | Rosières-en-Santerre      | Décret du 2 décembre 1919  |
| 80733      | Senlis                 | Somme       | Senlis-le-Sec             | Décret du 2 décembre 1919  |
| 80736      | Sorel                  | Somme       | Sorel-en-Vimeu            | Décret du 2 décembre 1919  |
| 80791      | Vers                   | Somme       | Vers-sur-Selles           | Décret du 2 décembre 1919  |
| 80812      | Vraignes               | Somme       | Vraignes-en-Vermandois    | Décret du 2 décembre 1919  |
| 80813      | Vraignes               | Somme       | Vraignes-lès-Hornoy       | Décret du 2 décembre 1919  |
| 10225      | Marnay                 | Aube        | Marnay-sur-Seine          | Décret du 3 décembre 1919  |
| 72073      | Chaufour               | Sarthe      | Chaufour-Notre-Dame       | Décret du 4 décembre 1919  |
| 38190      | Hières                 | Isère       | Hières-sur-Amby           | Décret du 4 décembre 1919  |
| 51634      | Villers-aux-Corneilles | Marne       | Villers-le-Château        | Décret du 4 décembre 1919  |
| 19028      | Bort                   | Corrèze     | Bort-les-Orgues           | Décret du 24 décembre 1919 |
| 50648      | Yvetot                 | Manche      | Yvetot-Bocage             | Décret du 27 décembre 1919 |